# Cadre-71/2-Weltmeisterschaft 1934

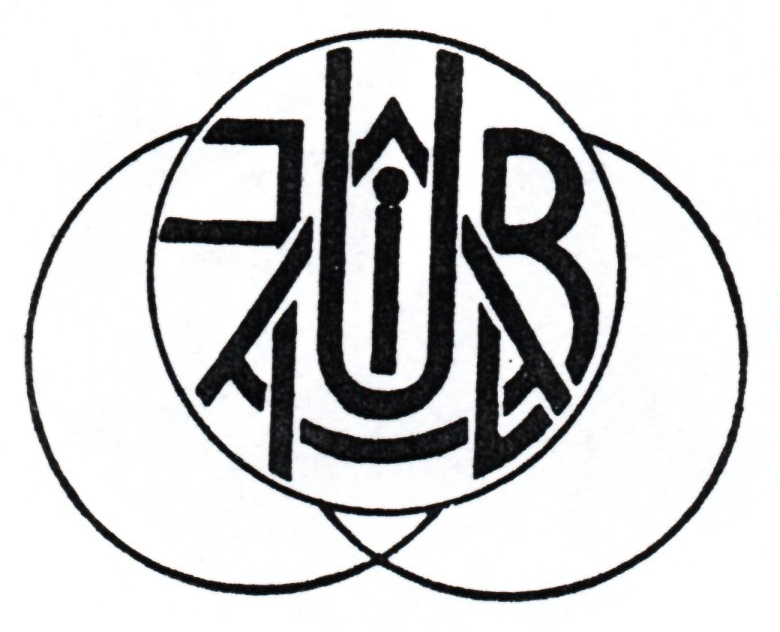
Logo UIFAB (ausrichtender Verband)

Veranstaltungsort: Lille

Die Cadre-71/2-Weltmeisterschaft 1934 war die fünfte Cadre 71/2 Weltmeisterschaft. Das Turnier fand vom 15. bis zum 18. März 1934 im französischen Lille statt. Es war die zweite Cadre-71/2-Weltmeisterschaft in Lille und die vierte in Frankreich.

## Geschichte
Gustave van Belle holte sich in Lille mit neuem Weltrekord im Generaldurchschnitt (GD) von 14,58 seinen zweiten Weltmeistertitel im Cadre 71/2. Der Zweitplatzierte Jacques Davin verbesserte den von van Belle gehaltenen Weltrekord in der Höchstserie auf 150. Der Deutsche Carl Foerster reiste mit großen Hoffnungen nach Lille. Er erzielte im Vorfeld der Weltmeisterschaft im Training sehr gute Ergebnisse. Leider brach er sich zwei Rippen und konnte nur unter starken Schmerzen spielen und belegte am Ende nur Platz sieben.

## Turniermodus
Es wurde eine Finalrunde im Round Robin System bis 300 Punkte gespielt. Bei MP-Gleichstand wird in folgender Reihenfolge gewertet:
1. MP = Matchpunkte
2. GD = Generaldurchschnitt
3. HS = Höchstserie

## Abschlusstabelle
| MP    | Match Points (Sieger = 2; Unentschieden = 1; Verlierer = 0) |
| Pkte. | Erzielte Karambolagen                                       |
| Aufn. | Benötigte Versuche                                          |
| GD    | Generaldurchschnitt                                         |
| BED   | Bester Einzeldurchschnitt eines Spielers                    |
| HS    | Höchstserie                                                 |
|       | Bester GD des Turniers                                      |
|       | Bester ED des Turniers                                      |
|       | Beste HS des Turniers                                       |
|       | 1. Platz (Gold)                                             |
|       | 2. Platz (Silber)                                           |
|       | 3. Platz (Bronze)                                           |

| Platz                      | Name                | MP   | Pkte. | Aufn. | GD    | BED   | HS  |
| -------------------------- | ------------------- | ---- | ----- | ----- | ----- | ----- | --- |
| 1                          | Gustave van Belle   | 13:1 | 2100  | 144   | 14,58 | 23,07 | 136 |
| 2                          | Jacques Davin       | 11:3 | 1952  | 159   | 12,27 | 16,66 | 150 |
| 3                          | Constant Côte       | 9:5  | 1825  | 168   | 10,86 | 18,75 | 109 |
| 4                          | Gaston de Doncker   | 8:6  | 1797  | 181   | 9,82  | 13,63 | 54  |
| 5                          | Cornelius van Vliet | 4:10 | 1544  | 161   | 9,46  | 13,63 | 74  |
| 6                          | Jan Sweering        | 4:10 | 1737  | 188   | 9,23  | 10,00 | 58  |
| 7                          | Carl Foerster       | 4:10 | 1350  | 158   | 8,54  | 13,04 | 70  |
| 8                          | Walter Joachim      | 3:11 | 1639  | 189   | 8,67  | 14,28 | 53  |
| Turnierdurchschnitt: 10,32 |                     |      |       |       |       |       |     |